# Arachne (Cleemput)
Η ΑΡΑΧΝΗ ΠΟΙΗΜΑ ΤΗΣ ΥΒΡΕΩΣ - Arachne - Het gedicht van de (artistieke) hoogmoed is een compositie voor harmonieorkest van de Belgische componist Werner Van Cleemput. Dit werk werd bekroond met de 1e prijs van de Internationale compositiewedstrijd van Le Havre, Frankrijk in 1982.
Het werk werd op cd opgenomen door het Harmonieorkest van het Koninklijk Conservatorium Brussel onder leiding van Jan Segers.